# Acraga concolor
Acraga concolor is een vlinder uit de familie van de Dalceridae. De wetenschappelijke naam van de soort is voor het eerst geldig gepubliceerd in 1865 door Walker.